# Модель Бруно — Фишера
Модель Бруно — Фишера — модель зависимости инфляции, бюджетного дефицита и способов его финансирования, предложенная в 1987 году. Модель основана на определённой зависимости удельного (на единицу реального дохода) реального спроса на деньги от одного фактора — ожидаемой инфляции, на адаптивных инфляционных ожиданиях. В упрощённой версии модели предполагается, что весь дефицит бюджета финансируется за счет эмиссии. В более сложной версии допускается как эмиссионное финансирование дефицита, так и через заимствование.

## История возникновения
В 1987 году М. Бруно и С. Фишер предложили в своей работе «Сеньораж, операционные правила, и ловушка высокой инфляции» модель инфляции.

## Упрощённая модель (эмиссионное финансирование бюджетного дефицита)

### Модель спроса на деньги
В данной модели применяется функция спроса на деньги, аналогичная модели Кейгана, однако она используется для удельного спроса на деньги {\displaystyle ({\frac {M}{PY}})^{D}}:
{\displaystyle \ln({\frac {M}{PY}})^{D}=-\alpha \pi ^{e}},
где {\displaystyle \alpha } — положительный параметр; {\displaystyle \pi ^{e}} — ожидаемая инфляция.
С учётом условия равновесия на денежном рынке удельный спрос на деньги должен быть равен удельному предложению, то есть если {\displaystyle M} — номинальная денежная масса, {\displaystyle P} — уровень цен, {\displaystyle Y} — реальный ВВП, то вместо модели спроса используется следующее равновесное условие:
{\displaystyle \ln M-\ln P-\ln Y=-\alpha \pi ^{e}},
или, дифференцируя по времени (точкой сверху обозначены производные по времени):
{\displaystyle m-\pi -y=-\alpha {\dot {\pi }}^{e}},
где {\displaystyle m={\dot {M}}/M} — темп роста денежной массы; {\displaystyle \pi ={\dot {P}}/P} — фактическая инфляция; {\displaystyle y={\dot {Y}}/Y} — темп роста ВВП.

### Модель инфляционных ожиданий
Инфляционные ожидания предполагаются адаптивными, то есть формируются следующим образом:
{\displaystyle {\dot {\pi }}^{e}=\beta (\pi -\pi ^{e})},
где {\displaystyle \beta } — положительный параметр, характеризующий скорость адаптации ожиданий к фактической инфляции при фиксации последней.
Отсюда можно выразить фактическую инфляцию и если подставить это в полученную выше модель и записать следующую модель инфляционных ожиданий:
{\displaystyle {\dot {\pi }}^{e}=\lambda (m-y-\pi ^{e}),\lambda =\beta /(1-\alpha \beta )}.
Отсюда, можно вывести, в частности, условие равновесия — постоянства инфляционных ожиданий (то есть {\displaystyle {\dot {\pi }}^{e}=0}, а значит, учитывая адаптивность инфляционных ожиданий — {\displaystyle \pi ^{e}=\pi }, то есть постоянство инфляционных ожиданий эквивалентно совпадению ожидаемой и фактической инфляции):
{\displaystyle \pi ^{e}=m-y}.

### Модель финансирования бюджетного дефицита
Обозначим через {\displaystyle d} долю дефицита бюджета в номинальном ВВП. Тогда {\displaystyle d\cdot P\cdot Y} — номинальный дефицит в единицу времени.
Предполагается, что дефицит бюджета полностью финансируется за счет денежной эмиссии, то есть номинальный дефицит равен скорости изменения денежной массы:
{\displaystyle {\dot {M}}=d\cdot P\cdot Y}
или:
{\displaystyle m{\frac {M}{PY}}=d}
Учитывая модель спроса на деньги и условие денежного равновесия отсюда можно записать как должен зависеть темп роста денежной массы от инфляционных ожиданий и уровня дефицита:
{\displaystyle m=de^{\alpha \pi ^{e}}}
В таком случае получаем следующую модель для равновесных инфляционных ожиданий:
{\displaystyle \pi ^{e}=de^{\alpha \pi ^{e}}-y}
Если бюджетный дефицит (в долях от ВВП) намного больше темпа экономического роста, то экономика может не прийти в равновесие. Если же он меньше экономического роста, то существует единственная равновесная инфляция. В случае небольшого превышения дефицита над темпом экономического роста возможны два равновесных уровня инфляции. При этом можно показать, что если {\displaystyle \alpha \beta <1} стационарный режим с меньшей инфляцией является устойчивым, а с большей — неустойчивым равновесием. В противном случае — наоборот.

## Расширенная модель (смешанное финансирование бюджетного дефицита)

### Модель финансирования дефицита
В рамках данной модели дефицит бюджета финансируется как за счет денежной эмиссии, так и за счет заимствований. То есть реальный дефицит {\displaystyle d\cdot Y} покрывается как за счет реальной эмиссии {\displaystyle {\dot {M}}/P}, так и за счет роста реального государственного долга {\displaystyle B} в единицу времени — {\displaystyle {\dot {B}}}. При этом государственный долг является платным, то есть нужно учесть также и проценты по нему в размере {\displaystyle r\cdot B}, где {\displaystyle r} — реальная процентная ставка. Таким образом:
{\displaystyle d\cdot Y={\dot {M}}/P+{\dot {B}}-r\cdot B},
или в удельном представлении:
{\displaystyle d+rb=ml+{\dot {b}}+yb},
где {\displaystyle b=B/Y} — удельный государственный долг; {\displaystyle l={\frac {M}{PY}}} — удельная реальная денежная масса; {\displaystyle m={\dot {M}}/M} — темп роста денежной массы; {\displaystyle y} — темп роста реального дохода {\displaystyle Y}.
Предполагается, что экономический рост является экзогенным и определяется только ростом населения, то есть {\displaystyle y=n} — темп роста населения. Таким образом, можно записать:
{\displaystyle d+(r-n)b=m\cdot l+{\dot {b}}}.
В равновесных условиях {\displaystyle {\dot {b}}=0}, поэтому:
{\displaystyle d+(r-n)b=m\cdot l}.

### Модель спроса на деньги
Появление государственных облигаций позволяет экономическим агентам хранить средства не только в деньгах, но и в этих облигациях, то есть суммарные средства экономических агентов в реальном выражении равны {\displaystyle B+M/P}. Если обозначить долю этих реальных средств в реальных доходах через {\displaystyle \gamma }, то есть {\displaystyle \gamma =b+l} и подставить {\displaystyle b=\gamma -l} в равновесную модель финансирования дефицита, то:
{\displaystyle d+(r-n)\gamma =(r-n+m)l}
В равновесных условиях темп роста денежной массы должен покрывать экономический рост (рост населения) и инфляцию, то есть {\displaystyle m=n+\pi }, поэтому можно записать:
{\displaystyle d+(r-n)\gamma =(r+\pi )l}.
Хранение денег имеет альтернативную стоимость не только в виде ожидаемой инфляции, но и в виде стоимости альтернативного вложения в облигации (реальной ставки процента), поэтому функцию удельного реального спроса на деньги в данном случае можно представить как:
{\displaystyle l=l^{d}=\gamma e^{-\alpha (r+\pi ^{e})}=\gamma e^{-\alpha i}},
где {\displaystyle i} — номинальная ставка.
В равновесных условиях инфляционные ожидания совпадают с фактической инфляцией.

### Модель товарного рынка
В данной модели кроме равновесия на денежном рынке необходимо рассмотреть и равновесие на товарном рынке (тождество дохода) {\displaystyle Y=C+G} или в удельном выражении {\displaystyle c+g=1}, где {\displaystyle C,G}- соответственно потребительские и государственные расходы, {\displaystyle c,g} — их удельные величины (доля в {\displaystyle Y}).
Предполагается, что потребительские расходы прямо зависят от суммарных средств экономических агентов (удельная величина {\displaystyle \gamma }) и обратно зависят от реальной процентной ставки (степенная зависимость с некоторым параметром {\displaystyle \lambda } — эластичностью по процентной ставке). Кроме этого потребительские расходы линейно зависят от налогов {\displaystyle T} (удельная величина — ставка налогов {\displaystyle t} — не путать со временем) — с некоторым коэффициентом пропорциональности {\displaystyle a}. Таким образом, модель для удельных потребительских расходов имеет вид:
{\displaystyle c=\gamma r^{-\lambda }-at}
Тогда тождество дохода будет иметь вид:
{\displaystyle \gamma r^{-\lambda }-at+g=1}.
Отсюда можно получить:
{\displaystyle \gamma =(1-g+at)r^{\lambda }}.
Зависимость в дифференциальной форме можно представить следующим образом:
{\displaystyle \gamma '_{r}=\lambda \gamma /r}.